# Bruchwedel
Bruchwedel ist ein Ortsteil der Gemeinde Oetzen im niedersächsischen Landkreis Uelzen.

## Geografie und Verkehrsanbindung
Bruchwedel liegt nordöstlich des Kernortes Oetzen an der Kreisstraße K 16. Südlich verläuft die B 191 und noch weiter südlich die B 493. Am südlichen Ortsrand fließt der Dörmter Bach, ein rechter Nebenfluss der Wipperau.